# Killer Love
Killer Love é o álbum de estreia solo da artista musical Nicole Scherzinger. Foi lançado em 18 de março de 2011 pela Interscope Records, em associação com suas gravadoras afiliadas. Scherzinger trabalhava em um álbum solo desde 2005, sob o título Her Name Is Nicole e foi planejado para ser lançado em 2007. No entanto, o fracasso dos singles e um timing ruim levaram o projeto a ser adiado várias vezes. Depois de lançar o segundo álbum do The Pussycat Dolls, Doll Domination (2008), Scherzinger arquivou o projeto inteiramente citando problemas temporais e criativos como as razões para o seu cancelamento. Muitas de suas músicas foram transferidas para as Dolls ou outros artistas. Em 2010, produtor marroquino RedOne foi trazido a bordo para uma segunda tentativa de lançar um álbum solo da artista.
Concluído em 2011 e intitulado Killer Love, o álbum de estréia de Scherzinger apresenta uma combinação de pop up-tempo, dance-pop e R&B, bem como baladas mid-tempo e down-tempo. As músicas contêm influências de rock, soul e funk, com o objetivo específico de selecionar músicas e produções que se prestariam a ser tocadas ao vivo. Entre as quatorze faixas de músicas, estão duas colaborações, uma com Enrique Iglesias e outra com Sting, a última das quais foi uma sobra das sessões de gravação de Her Name Is Nicole. RedOne e seus associados produziram quase metade do álbum, enquanto outras contribuições vieram de Jim Jonsin, Stargate, The-Dream, Tricky Stewart e Boi-1da. Foi seu primeiro e único álbum de estúdio solo com a Interscope, depois que ela terminou sua parceria de dez anos em 2014 e assinou um contrato com a RCA Records.
Killer Love foi precedido pelo lançamento de "Poison", que atingiu o número três e o número sete no Reino Unido e na Irlanda, respectivamente. O segundo single do álbum, "Don't Hold Your Breath", chegou no topo do UK Singles Chart e alcançaria o top 5 na Irlanda. Em uma tentativa de lançar o álbum em todo o mundo, uma nova versão de "Right There", com 50 Cent, foi lançada, tornando-se um dos singles mais bem sucedidos de Scherzinger. A música deu a Scherzinger sua primeira participação na Billboard Hot 100 dos EUA como artista principal. Outro single foi lançado da edição padrão do álbum, "Wet", que se tornou seu quarto sucesso consecutivo entre os dez primeiros na Irlanda. Uma edição do novo álbum gerou um novo single de mid-tempo intitulado "Try with Me". Ele deu a Scherzinger seu quinto sucesso consecutivo entre os vinte primeiros no Reino Unido e ajudou o álbum a receber uma certificação de ouro da British Phonographic Industry (BPI).
Após seu lançamento, Killer Love recebeu uma resposta positiva dos críticos de música. Alguns elogiaram os fortes vocais e a convicção de Scherzinger em transmitir emoção, enquanto outros criticaram sua escolha de permitir que a RedOne produzisse a maior parte do álbum, afirmando que algumas das músicas pareciam muito semelhantes entre si. Às vezes, sentia-se que Scherzinger não tinha coerência no disco, muitas vezes tomando o som que os produtores individuais haviam criado para ela, em vez de mostrar originalidade. Críticos compararam muitas das músicas com suas colegas pop e R&B, Beyoncé e Rihanna. Scherzinger gravou novas músicas com R. Kelly, Snoop Dogg e Ne-Yo para o lançamento norte-americano de Killer Love ; No entanto, ela confirmou que a gravação de seu segundo álbum de estúdio, originalmente programado para o lançamento do final de 2013, havia começado, sinalizando o fim da promoção de Killer Love.

## Antecedentes

### Gravação e desenvolvimento
Antes do sucesso mundial com o Pussycat Dolls, Scherzinger inicialmente começou a trabalhar em seu álbum de estúdio de estréia em 2005. Para o projeto, intitulado Her Name Is Nicole, Nicole gravou entre 75-100 músicas, com algumas das músicas tornando-se mais tarde parte do repertório das Pussycat Dolls. Entre os que trabalharam no álbum estavam Akon, Gary Lightbody, Dr. Dre, Ne-Yo, T.I., Timbaland, will.i.am, e Kanye West. No entanto, após quatro singles sem sucesso, Scherzinger admitiu que ela iria reiniciar seu álbum. Em uma entrevista à revista Billboard em abril de 2009, ela disse que "o trabalho atual do [meu álbum] está apenas em negociações e no processo de escrita. Ainda não comecei a gravar". A cantora e compositora Keri Hilson, confirmou que o álbum não seria mais lançado para que Scherzinger pudesse voltar a se concentrar nos projetos das Pussycat Dolls. Em janeiro de 2010, Scherzinger começou o processo de gravação e escrita pela terceira vez, reunindo-se com Ne-Yo em faixas descritas como "pessoais e sinceras". Ela tentou lançar seu álbum de estréia pela segunda vez em maio de 2010, com uma nova sonoridade focando no "rock, funk, soul edge" e um novo single "Nobody Can Change Me".
Então, em agosto de 2010, o produtor marroquino RedOne confirmou seu envolvimento no projeto durante uma entrevista com a BBC Music, onde confirmou que foi a terceira vez que um material novo havia sido gravado para o álbum. Quando perguntado por que ele achava que o álbum não saiu anteriormente, RedOne disse: "O último álbum dela nunca saiu, porque era como um fast food do McDonald's e do Burger King, e assim por diante. Tinha um gosto bom, mas não era consistente". Ele confirmou que produziu a maior parte do novo álbum. Scherzinger seguiu seus comentários em uma entrevista à revista X em setembro de 2010. Ela disse: "Na verdade, foi minha decisão não chama-lo de Her Name Is Nicole, não o rótulo". Scherzinger então disse o quanto de honra era trabalhar com RedOne. "Ele é um produtor e músico inacreditável. Ele fez algumas músicas incríveis com Lady Gaga. Agora, tem alguém com o 'fator x'. Eu não posso criar GaGa ou RedOne nesse espaço, mas eu sei que nós criamos algo único do nosso próprio." RedOne revelou que Jimmy Iovine (presidente da gravadora Scherzinger) pessoalmente o chamou para trabalhar no álbum da cantora.
De acordo com a Billboard, Scherzinger havia colaborado com Ne-Yo e Jay Sean para as músicas do projeto, enquanto Scherzinger confirmou que o álbum continha principalmente em músicas de ritmo acelerado que "se prestam a apresentações ao vivo". Apesar de as músicas de Ne-Yo não aparecerem na versão internacional do álbum, Scherzinger confirmou que as músicas produzidas pelo cantor e compositor apareceriam na versão americana de Killer Love. Quando Scherzinger foi perguntada por sua gravadora ( Polydor Records ) Com os artistas que ela queria trabalhar, o único pedido de Scherzinger foi o rapper britânico Plan B.

### Relançamentos
No Reino Unido e na Irlanda, uma nova versão do álbum foi lançado em novembro de 2011, apresentando várias novas músicas, incluindo um novo single, "Try with Me". Uma nova versão do álbum estava em desenvolvimento para os EUA, apresentando uma lista alternativa de faixas; Scherzinger confirmou, durante uma entrevista para a MTV, que a edição do álbum nos EUA conteria contribuições de RedOne, Ne-Yo, Jim Jonsin, The-Dream e Tricky Stewart. Além disso, 50 Cent foi apresentado no primeiro single do álbum, uma nova versão do "Right There" produzido por Jonsin. O artista de hip-hop americano Snoop Dogg deveria aparecer em uma das novas músicas gravadas para o lançamento americano. No momento da gravação em agosto de 2011, Scherzinger tinha mais de quarenta músicas para escolher para o novo lançamento, mas disse que "não seria terminado até o último minuto. Eu não sei se algum dia vou sentir que terminei esse álbum." Depois de fazer parte do painel inaugural da primeira temporada do reality show The X Factor americano, no ano seguinte, em 2012, Scherzinger cruzou o Atlântico para julgar (e vencer) a nona temporada da edição britânica do The X Factor. Ao decidir se devia ou não regressar a décima temporada, Scherzinger revelou que ela estava trabalhando em seu segundo álbum de estúdio com um lançamento planejado para novembro de 2013. O lançamento planejado nos EUA do álbum e a era Killer Love terminaram logo depois; O Digital Spy confirmou que Scherzinger havia deixado a Interscope para um novo contrato com a RCA Records e a Sony Music. Seu segundo álbum, Big Fat Lie foi lançado em 17 de outubro de 2014.

## Título e capa
No início de 2011, Scherzinger anunciou que a música diversificada que ela gravou tinha um tema agridoce no qual ela intitulou o álbum, Killer Love, dizendo "Eu escrevi 'Killer Love' sobre um amor torturado. Onde você não consegue o suficiente do amor, não é bom para você, e eu acho que quando os fãs ouvirem o álbum, eu quero que eles saibam que muitas das músicas que eu escolhi tinham a ver com minhas experiências passadas em relacionamentos, onde eu me perdi muitas vezes. Estive perdida e quebrada e em um lugar muito temeroso e sombrio é sobre o processo [de] saída disso. É um álbum muito empoderador, mas vem de um lugar de desgosto”. Em 2 de março de 2011, Rap-Up revelou a capa junto com a lista de faixas de Killer Love. Na capa padrão, Scherzinger faz uma pose confortável, abrindo um meio sorriso com um tufo de pele cinza sobre o ombro esquerdo. Em 20 de outubro de 2011, a capa de re-lançamento foi liberada com Scherzinger sorrindo timidamente e envolto em uma peça de roupa solta, não identificada, peluda e soprada pelo vento semelhante à primeira capa.

## Composição

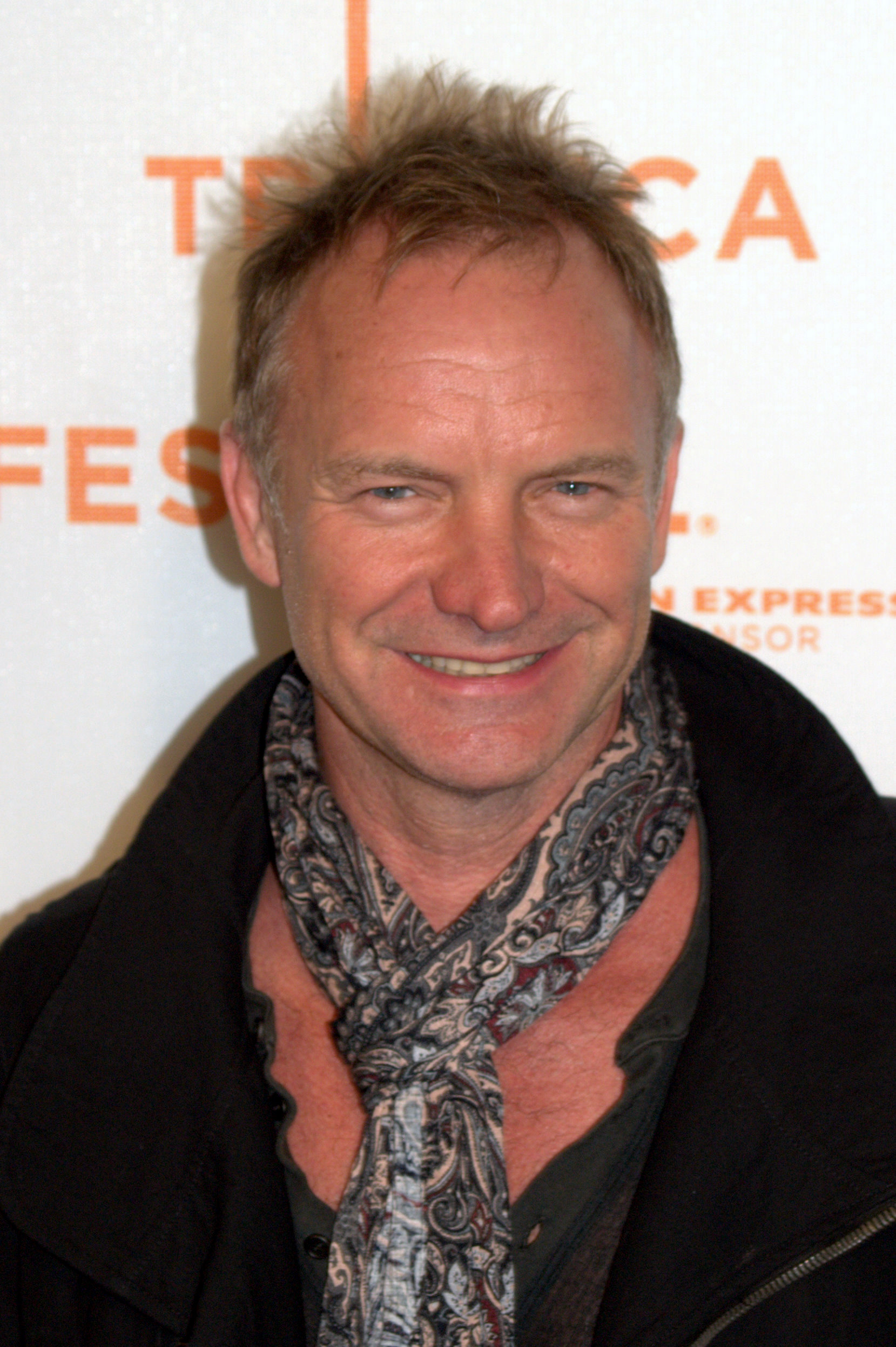
Sting, que divide os vocais de "Power's Out", com Nicole.

Nicole Digital Spy durante uma entrevista perguntou a Scherzinger para descrever a sonoridade de Killer Love, respondeu dizendo que "o álbum é, em grande parte produzido por RedOne, eu o queria explosivo algo que poderia ser encenado ao vivo em uma performance cheia e eu precisava de música para corresponder à intensidade. É O que ele fez. É cru, perigoso e grande. Isso é o que eu quero estar no palco. É uma energia diferente da Lady Gaga. A música é mais inspirada no rock, funk e soul." Killer Love contem dois duetos de Scherzinger com dois cantores masculinos. Na balada "Power's Out", ela faz um dueto com o artista inglês Sting. Falando de sua colaboração, que aconteceu com os dois cantores no mesmo estúdio, Scherzinger disse que "a energia de [Sting] é muito dominadora, de uma maneira sutil. Ele está dando, generoso e gentil. Eu voei para Boston para seu show com The Police. Eu o conheci e ele era tudo e mais um pouco do que eu pensava. Eu sentia como se estivéssemos fazendo yoga quando estávamos cantando, Ele é um cara tão fácil de se trabalhar, Cantando no mesmo microfone você está realmente perto. Ele tinha um hálito fresco. Sem brócolis nos dentes." David Renshaw do PopDash disse que a música emprestou elementos e o som de The Police, uma banda que Sting já foi vocalista e, em particular, seu hit "Every Breath You Take" de 1983. O outro dueto é com Enrique Iglesias, em seu single de 2010 "Heartbeat". A versão apresentada em Killer Love é o "Rude Well's Open Heart Remix". Ellwood observou que o remix "adicionou mais do que mudar o tom da música completamente".
Algumas das baladas do álbum, "Casualty" e "Desperate", foram comparadas ao estilo de Leona Lewis. "Casualty" é uma das duas baladas de encerramento do álbum, sendo a outra "AmenJena". O primeiro é uma "balada contemporânea - que não é uma balada", enquanto o segundo é mais lento e mais comovente, já que é retirado da produção sintética e eletrônica do álbum, para deixar a voz de Scherzinger com a melodia de piano. A outra balada do álbum "Everybody" também restringe a produção polida, "para permitir que a voz de Scherzinger seja o foco principal.", notou "Everybody" como o momento do "balada de goosebump" do álbum. Quando conversava com a MTV, nos Estados Unidos, Scherzinger disse que [no contexto da versão americana de seu álbum] era "uma mistura de fortes hinos dance, reviravoltas urbanas e canções edificantes".
Os críticos notaram "You Will Be Loved" por seus vocais de fundo, que contêm alguns Iodelei. Seu refrão é construído repetindo-se o título da canção, semelhante a "Gimme More" (2007) de Britney Spears (2007) e "Halo" de Beyoncé (2009). Foi escrito por Timothy e Theron Thomas, um duo que já havia escrito "Supervillain", o terceiro single da má sucedida produção de Scherzinger para seu álbum solo, Her Name Is Nicole. "Right There" foi comparado ao "Rude Boy" de Rihanna. Ambas as canções foram co-escritos por Ester Dean. O último apresenta uma "batida brilhante", sobre a qual Scherzinger se torna territorial com seu homem, e adverte outras meninas que mantenham distância sobre ele. Além disso, uma versão alternativa da canção foi gravado com 50 Cent, para ser incluído na versão norte-americana de Killer Love. O primeiro single do álbum, "Poison", foi descrito pelo 4Music como um batedor de tacos, enquanto a continuação, "Don't Hold Your Breath", foi descrita como "tipo uma balada - mas não de fato". Michael Cragg do The Observer, também observou "Do not Hold Your Breath" como um "hino elegante que não escurece minha porta novamente." Dawson observou o tema da liberdade na música, comparando-o a uma "Sugababe tentando se libertar", enquanto Renshaw comparou a música a "No Air" de Jordin Sparks com Chris Brown.
Killer Love também apresenta uma série de músicas em ritmo acelerado, incluindo "Wet", descrito como uma "lista de reprodução de festas essencial" graças à sua base vibrante e às batidas eletrônicas. Foi descrito, por Phillip Ellwood da Entertainment Focus, como o melhor dos up-tempos. A faixa título foi descrita como "cativante", com um "refrão suculento" e "amigavel as radio". Ele apresenta uma batida "Hi-NRG" com letras picantes que "igualam o amor à dor física real". Outra das músicas em ritmo acelerado, "Club Banger Nation", apresenta uma introdução Europop introdução, com "batidas cintilantes e vocais" "Say Yes" foi originalmente produzido por The Cave (Jonas Saeed e Pontus Söderqvis), durante as primeiras sessões de gravação. Foi escrito por RedOne, Jimmy Joker, Jonas Saeed, Pontus Söderqvist, Nailah Thourbourne, Nyanda Thourbourne, Tasha Thourbourne e Candace Thourbourne. Nailah já havia trabalhado com Scherzinger duas vezes, contribuindo para "Puakenikini" com Nayanda Thourborne e trabalhando com Akon, Scherzinger e Giorgio Tuinfort na música "On My Side". Ambos foram gravados para Her Name Is Nicole, embora o primeiro também tenha sido lançado como um dos singles do Her Name Is Nicole. Para sua inclusão em Killer Love, "Say Yes" foi re-trabalhado e reproduzido por RedOne e Joker. Renshaw comparou a música com os trabalhos de Taio Cruz, graças aos elementos da Eurodance presentes em sua produção.

## Recepção
| Críticas profissionais | Críticas profissionais |
| Avaliações da crítica  | Avaliações da crítica  |
| Fonte                  | Avaliação              |
| ---------------------- | ---------------------- |
| 4Music                 | [ 36 ]                 |
| AllMusic               | [ 37 ]                 |
| BBC Online             | (positiva)             |
| Daily Star             | (positiva)             |
| Digital Spy            | [ 40 ]                 |
| Entertainment Focus    | (positiva)             |
| The Independent        | (negativa)             |
| Music Week             | (misto)                |
| The Observer           | (positiva)             |

### Critíco
Após seu lançamento, Killer Love recebeu uma resposta mista e positiva dos críticos. Alguns elogiaram os fortes vocais e a convicção de Scherzinger em transmitir emoção, enquanto outros criticaram sua escolha de permitir que a RedOne produzisse a maior parte do álbum, afirmando que algumas das músicas pareciam muito semelhantes entre si. Michael Cragg, do The Observer, notou que o álbum como sendo consistente com a maioria dos outros álbuns
modernos de R&B, afirmando que "Killer Love é dois terços de pop delirante e uma terceira balada". Cragg também observou que a "voz não tão desprezível" de Scherzinger fica em segundo plano, permitindo que os produtores de discos injetem suas próprias influências em sua música. Alex Macpherson da BBC Online comentou que "Scherzinger é uma das poucas artistas pop com o poder necessário para dominar suas batidas, e não vice-versa. Killer Love está longe de ser o álbum que você sente que Scherzinger ainda pode oferecer: às vezes, sua personalidade é tudo o que - menos - carrega em canções abaixo do padrão, memoráveis". Kim Dawson do Daily Star foi positivo, dizendo que "o álbum solo de Nicole é verdadeiramente matador e sem preenchimento". Outra reação positiva veio de "Entertainment Focus", que foi categorico em dizer que: "Killer Love é um registro competente e agradável de uma das mulheres mais bonitas do pop. Cruzo os dedos esta vez para ella.." A revisão musical do 4Music também foi positiva, observando que "Killer Love definitivamente a estabelecerá como uma artista viável por si só". Robert Copsey escreveu favoravelmente para o Digital Spy que "Killer Love é uma estreia forte da juíza do X Factor que, em parte, cumpre a promessa de ser "na sua cara e forte ".
No entanto, Hugh Montgomery, do The Independent, fez uma resenha negativa por uma percepção de falta de originalidade e identidade musical, chamando-a de "estréia que espancou o ouvinte com um Euro-dance atrevido antes de terminar com uma balada séria e obrigatória e um dueto com Sting. Com 14 faixas, pelo menos 12 são muito longas, muitas delas tiradas da pilha de rejeitos de Rihanna." Stephen Thomas Erlewine escreveu para AllMusic que o álbum não tem "poderosos refrões nos ritmos ou melodias". No final de 2011, Pop Justice classificou Killer Love como o décimo melhor álbum de 2011.

### Comercial
Killer Love estreou na Irlanda em 25 de março de 2011, número 14. Dois dias depois, ele faria sua estréia no UK Album Chart no número oito, vendendo 19.743 cópias. Nesse mesmo dia, o álbum também ficou em quarto lugar no Digital Albums Chart do Reino Unido. Após o lançamento de Killer Love, a faixa-título ficou no Reino Unido na parada Singles em 184 devido às fortes vendas digitais do álbum. Em 2 de abril, o álbum estreou no Scottish Albums Chart no número seis, tornando-se a posição mais alta de Killer Love em qualquer gráfico. Tornou-se o 73º álbum mais vendido do ano no mesmo país. Killer Love foi o vigésimo álbum mais vendido por uma artista feminina em 2011.
Após quatro meses de lançamento, Killer Love conseguiu vender 200.500 cópias no Reino Unido. Passou um total de 36 semanas consecutivas no UK Albums Chart em 2011. Em 26 de março, o álbum foi lançado na França e vendeu 10.000 cópias. Em outro lugar, alcançou o número 23 na França, 26 na Austrália e 34 na Nova Zelândia. O álbum recebeu um certificação de ouro pela British Phonographic Industry (BPI) pelas mais de 100,000 unidades adquiridas.

## Divulgação e turnê

### Performances ao vivo
O primeiro single, "Poison" foi realizado pela primeira vez na temporada sete do The X Factor britanico, em 28 de novembro de 2010. No dia seguinte, ela reprisou o desempenho no programa de café da manhã da ITV, Daybreak Scherzinger apresentou seu próximo single, "Don't Hold Your Breath" ao vivo pela primeira vez na temporada seis de Dancing on Ice em 6 de março de 2011. Scherzinger promoveu o single novamente em Loose Women em 7 de março de 2011. Durante a semana a música também foi tocada no Lorraine em 8 de março, e em 13 de março, em Let's Dance for Comic Relief. Em 17 de março de 2011, ela se apresentou no T4.
Em 18 de agosto de 2011, Scherzinger cantou a música pela primeira vez nos EUA em Regis & Kelly. Em 12 de outubro de 2011, Scherzinger cantou a música no Good Morning America. Scherzinger cantou a música pela última vez nos EUA em 11 de novembro de 2011, no The Tonight Show with Jay Leno. Em 19 de maio, Scherzinger e 50 Cent fizeram sua apresentação de estréia de "Right There" no palco do American Idol. Um editor da revista Rap-Up concordou, dizendo que "A ex-Pussycat Doll esquentou o palco com um vestido espetacular enquanto cantava [seu] single". Amy Sciarretto elogiou a performance de Nicole Scherzinger elogiando suas habilidades vocais e dançantes. Sciarretto disse que "a performance de Scherzinger foi facilmente a mais coreografada da temporada ... No entanto, Scherzinger nunca sacrificou uma melodia, uma linha vocal ou uma batida em favor de manter seu corpo em movimento. Essa é uma habilidade e um talento que exige muita prática, e um que esta safra de concorrentes está aprendendo rapidamente". A dupla realizou a música ao vivo novamente juntos no The Ellen DeGeneres Show em 24 de maio de 2011.
Em junho de 2011, Scherzinger voou para o Reino Unido para promover seu próximo single, "Right There", apresentando-se pela primeira vez na final do Britain's Got Talent. Mais tarde na mesma semana, em 10 de junho de 2011, ela a apresentou novamente no The Graham Norton Show usando um minidress com estampas tribais. Scherzinger promoveu ainda mais seu single nos Estados Unidos pela primeira vez em 13 de julho no Universal CityWalk e depois em 14 de julho na oitava temporada de So You Think You Can Dance. Scherzinger promoveu o último single, "Try With Me" ao vivo pela primeira vez na oitava série do The X Factor em 30 de outubro de 2011. Ela promoveu novamente em This Morning em 4 de novembro de 2011.

### Turnê
A Capital FM publicou uma nota, informando que Nicole entraria em uma turnê solo pelo Reino Unido. Essa deve começar em Londres, no Hammersmith Apollo, em 19 de fevereiro. Estão agendados apresentações em Manchester, no O2 Apollo, e Birmingham, no O2 Academy, em 22 e 23 de fevereiro, respectivamente.

## Singles
Para liderar o lançamento do álbum no Reino Unido, "Poison" foi extraído como o primeiro single de Killer Love em 14 de outubro de 2010. Então, em 11 de dezembro, o single estreou no número um na Scottish Singles Chart. Além disso, "Poison" fez sua estreia no Reino Unido no terceiro lugar, com vendas na primeira semana de 67.425, tornando-se um de seus maiores sucessos no Reino Unido, como artista solo ou de destaque. Ele também atingiu o número dois na parada do UK Digital Singles chart. Na Irlanda, o single estreou no número sete, tornando-se seu melhor single como artista principal.
O segundo single, "Don't Hold Your Breath" foi produzido por Carl Falk, Steve Josefsson (do Swedish House Mafia) e Rami Yacoub. Foi lançado a partir de 10 de março de 2011. Atingiu o número um no UK Singles Chart vendendo 98.000 cópias em sua primeira semana, e top-5 na Irlanda. "Don't Hold Your Breath" foi lançado como um download digital nos EUA em agosto de 2011, e serve como a segundo single norte-americano e impactado nos EUA em 20 de setembro de 2011.
Depois de ganhar a atenção internacional, "Right There" teve impacto na rádio de música urbana do Reino Unido em 1 de abril de 2011, como o terceiro single do álbum no Reino Unido. A canção foi lançada digitalmente no Reino Unido em 17 de maio de 2011. Enquanto isso, para seu lançamento como o primeiro single da edição americana de Killer Love, a música foi regravada para apresentar dois novos versos do rapper americano 50 Cent. Esta versão da música estava disponível para compra na loja do iTunes dos EUA em 17 de maio de 2011. Chegou à Billboard Hot 100 com 39, tornando-se assim seu primeiro single nos EUA como artista principal a entrar no Hot 100. Scherzinger cantou "Right There" ao vivo pela primeira vez no American Idol, para coincidir com o lançamento da canção nos EUA.
Em 14 de julho de 2011, foi revelado que "Wet" seria lançado como o quarto single do Reino Unido. Na semana de 20 de agosto de 2011, subiu 156 lugares para atingir o pico no número 21 com a falta de vendas e vendeu mais de 148.000 cópias até à data. "Wet" estreou no Irish Singles Chart no número quarenta e oito na semana que terminou em 11 de agosto de 2011. Na semana seguinte, 18 de agosto de 2011, "Wet" subiu para o 29º lugar no Irish Singles Chart. Atingiu o número treze na Scottish Singles Chart.
"Try with Me" foi lançado em 30 de outubro de 2011, como o primeiro single do re-lançamento europeu e o quinto single de Killer Love. A música e seu vídeo fizeram sua estréia em 18 de outubro de 2011, na Capital FM e MSN.com, respectivamente. No Reino Unido, a música estreou no número dezoito na UK Singles Chart na edição de 12 de novembro de 2011. Vendeu 21.315 cópias em sua primeira semana.

## Faixas
| Killer Love – Edição Padrão | | |                                                            |         |  |
| N.º                         | Título                                                                                                 | Compositor(es) | Produtor(es)                                               | Duração |  |
| 1.                          | "Poison"                                                                                               | Nicole Scherzinger RedOne Bilal "The Chef" Hajji Beatgeek AJ Junior Kinnda "Kee" Hamid                                       | RedOne Beatgeek Jimmy Joker [a]                            | 3:48    |  |
| 2.                          | "Killer Love"                                                                                          | Scherzinger RedOne AJ Junior Hajji Beatgeek Jimmy Joker                                                                      | RedOne Beatgeek                                            | 3:52    |  |
| 3.                          | "Don't Hold Your Breath"                                                                               | Josh Alexander Billy Steinberg Toby Gad                                                                                      | Carl Falk Steve Josefsson Rami Alexander [b] Steinberg [b] | 3:17    |  |
| 4.                          | "Right There"                                                                                          | James Scheffer Ester Dean Frank Romano Daniel Morris                                                                         | Jim Jonsin Harvey Mason, Jr. [b]                           | 4:03    |  |
| 5.                          | "You Will Be Loved"                                                                                    | Timothy Thomas Theron Thomas Julian Swirsky                                                                                  | Swirsky Mason, Jr. [b]                                     | 4:16    |  |
| 6.                          | "Wet"                                                                                                  | Mikkel Storleer Eriksen Tor Erik Hermansen Sandy Wilhelm Dean Traci Hale                                                     | Stargate Sandy Vee                                         | 3:37    |  |
| 7.                          | "Say Yes"                                                                                              | RedOne Jimmy Joker Jonas Saeed Pontus Söderqvist Nailah Thourbourne Nyanda Thourbourne Tasha Thourbourne Candace Thourbourne | RedOne Jimmy Joker Mason, Jr. [b]                          | 3:30    |  |
| 8.                          | "Club Banger Nation"                                                                                   | RedOne Hajji Hamid | RedOne                                                     | 4:07    |  |
| 9.                          | "Power's Out" (com a participação de Sting)                                                            | Terius "The-Dream" Nash Christopher "Tricky" Stewart Thaddis Harrell                                                         | Stewart Nash Kuk Harrell [b]                               | 4:08    |  |
| 10.                         | "Desperate"                                                                                            | Scherzinger RedOne Hamid | RedOne                                                     | 3:28    |  |
| 11.                         | "Everybody"                                                                                            | Scherzinger RedOne Adil Khayat AJ Junior Hajji Jimmy Joker Beatgeek Trina Harmon                                             | RedOne Beatgeek [a] Jimmy Joker [a]                        | 3:48    |  |
| 12.                         | "Heartbeat" (Rudi Wells' Open Heart Remix) (Enrique Iglesias com a participação de Nicole Scherzinger) | Iglesias Mark Taylor Jamie Scott                                                                                             | Taylor                                                     | 3:32    |  |
| 13.                         | "Casualty"                                                                                             | Matthew Samuals Andrea England Liz Rodrigues Bret Ryan Zalezy Epstein                                                        | Boi 1da The Maven Boys [c] Mason, Jr. [b]                  | 4:21    |  |
| 14.                         | "AmenJena"                                                                                             | Scherzinger Harmon | Harmon                                                     | 5:22    |  |
| Duração total:              | Duração total:                                                                                         | Duração total: | Duração total:                                             | 55:00   |  |

| Faixas bônus –versão francesa (iTunes Store) |                                                |                                                            |                                     |         |  |
| N.º                                          | Título                                         | Compositor(es)                                             | Produtor(es)                        | Duração |  |
| 15.                                          | "Poison" (Glam As You Rock Mix)                | Scherzinger RedOne The Chef BeatGeek AJ Junior Kinda Hamid | RedOne BeatGeek Jimmy Joker         | 3:41    |  |
| 16.                                          | "Don't Hold Your Breath" (Edição – Cahill Mix) | Josh Alexander Billy Steinberg Toby Gad                    | Carl Falk Steve Angello Rami Yacoub | 3:04    |  |

| Faixas bônus – da versão australiana |                                               |                                            |                           |         |  |
| N.º                                  | Título                                        | Compositor(es)                             | Produtor(es)              | Duração |  |
| 15.                                  | "Right There" (com a participação de 50 Cent) | Scheffer Dean Curtis Jackson Romano Morris | Jim Jonsin Mason, Jr. [b] | 4:22    |  |

| Faixas bônus – da edição reempacotada |                                               |                                                                       |                                                               |         |  |
| N.º                                   | Título                                        | Compositor(es)                                                        | Produtor(es)                                                  | Duração |  |
| 15.                                   | "Right There" (com a participação de 50 Cent) | Scheffer Dean Jackson Romano Morris                                   | Jim Jonsin Mason, Jr. [b]                                     | 4:22    |  |
| 16.                                   | "Try with Me"                                 | Carsten Schack Sean Hurley Olivia Nervo Miriam Nervo                  | Soulshock                                                     | 3:56    |  |
| 17.                                   | "Trust Me I Lie"                              | Diane Warren                                                          | Fraser T. Smith AC Burrell [b] G'harah "PK" Degeddingseze [b] | 3:51    |  |
| 18.                                   | "Tomorrow Never Dies"                         | Andrew Harr Jermaine Jackson Bonnie McKee Kelly Sheehan Alex Delicata | The Runners Mason, Jr. [b]                                    | 3:41    |  |
| Duração total:                        | Duração total:                                | Duração total:                                                        | Duração total:                                                | 70:49   |  |

Notas
- ↑a  significa um co-produtor
- ↑b  significa um produtor vocal
- ↑c  significa produtor adcional
- A demo de "Say Yes" foi originalmente produzida por The Cave (Jonas Saeed e Pontus Söderqvist).

## Ficha técnica
Todos os dados abaixo foram retirados do encarte do álbum.
| Vocais - Nicole Scherzinger (vocal principal) - Enrique Iglesias (vocal principal) - Sting (vocal principal) - Ester Dean (vocal de apoio) Direção e administração - Direção e negócios - Azoff Geary (diretor) - Paul Smith (diretor) - Susan Hilderley (diretora) - Gretchen Anderson (diretora de produção) - Clark Pardee (diretor de produção) - Brain Alvarez (negócios) - Todd Douglas (negócios) - Marketing e publicidade - Brett Bracy (publicidade) - Fiona Dearing (marketing) - Ginger Ramsey (marketing) - Don Robinson (marketing internacional) - Artistas e repertório - Marta Navas (administrador de A&R) - Jeanne Venton (administrador de A&R) - Larry Jackson (A&R) - DJ Mormille (A&R) - Dave Rene (A&R) Produção - Coordenação - Angela N. Golighty (coordenadora de produção) - Produção - BeatGeek (produtor, programador, instrumentos) - Boi-1da (produtor) - Carl Falk (produtor) - Julian Swirsky (produtor) - Rami (produtor) - RedOne (produtor, engenheiro de gravação, programador, arranjador e produtor vocal) - Sandy Vee (produtor, engenheiro de gravação, mixagem, instrumentos) - Steve Josefsson (produtor) - The-Dream (produtor) - Tricky Stewart (produtor) - Stargate (Mikkel S. Eriksen & Tor E. Hermansen) (produtor, instrumentos) - Marke Taylor (produtor, programador) - Billy Steinberg (produtor vocal) - Josh Alexander (produtor vocal) - Kuk Harrell (produção vocal) - Harvey Mason, Jr. (produtor vocal) - Trina Harmon (produtor, produção vocal) - Jim Jonsin (produtor, programador) - Jimmy Joker (produtor, editor de voz, engenheiro de gravação) | - - Maven Boys (assistente de produção) - Andrew Hey (gravação de voz) - Chris Gheringer (masterizador) - Mattias Bylund (cordas, arranjos) - AJ Junior (editor vocal, instrumentos) - Engenharia - Mark "Exit" Goodchild (engenharia) - Alec Newell (engenheiro) - Trevor Muzzy (engenheiro de gravação, editor de vocais, mixagem, instrumentos) - Mikkel Erkissen (engenheiro de gravação) - Damien Lewis (assistente de engenharia) - Ghazi Hourani (assistente do engenheiro de gravação) - Paul LaMalfa (assistente do engenheiro de gravação) - Miles Walker (engenheiro de gravação) - Stuart White (engenheiro adicionais) - Gravação e mixagem - Dave Pensado (mixagem) - Rob Orton (mixagem) - Spike (mixagem) - Phil Tan (mixagem) - Carlos Paucar (gravador de vocais) - Jaycen Joshua (mixagem) - Andrew Wuepper (assistente de mixagem) - Matt Huber (assistente de mixagem) - Robert Marks (engenheiro de gravação, mixagem) - Justin Merrill (engenheiro de gravação e mixagem) - Dabbling Harward (gravação de vocais adicionais) - David Boyd (assistente de gravação de voz) - Michael Daley (assistente de gravação de voz) Instrumentos musicais - David Bukovinsky (violoncelo) - Trina Harmon (piano) - Jamie Scott & The Town (piano) - Mattias Johnasson (violino) - Jim Jonsin (teclados) - Marke Taylor (teclados) - Danny Morris (teclados adicionais) - Patrick Mascall (guitarra) - Trevor Muzzy (guitarra) - RedOne (guitarra) - Frank Romano (guitarra e baixo) - Martin Keirszenbaum (guitarra e teclados adicionais) Arte e acabamento - Stephanie Hsu (Diretora criativo) - Nino Muñoz (fotógrafo) - Julian Peploe Studio (Diretora de arte) - Chris Garcia (editor digital) Outros créditos - The Cave (produtor original do demo de "Say Yes") |

## Desempenho nas tabelas musicais

### Paradas semanais
| Chart (2011)                          | Posição maior |
| ------------------------------------- | ------------- |
| Alemanha (Offizielle Deutsche Charts) | 85            |
| Austrália (ARIA)                      | 14            |
| Bélgica (Ultratop Flandres)           | 52            |
| Bélgica (Ultratop Valônia)            | 61            |
| Escócia (Official Scottish Albums)    | 6             |
| França (SNEP)                         | 57            |
| Irlanda (IRMA)                        | 14            |
| Nova Zelândia (RMNZ)                  | 34            |
| Países Baixos (Dutch Charts)          | 66            |
| Reino Unido (UK Albums Chart)         | 8             |
| Suíça (Schweizer Hitparade)           | 55            |

## Vendas e certificações
| Região                                         | Certificação | Vendas  |
| ---------------------------------------------- | ------------ | ------- |
| Reino Unido (BPI)                              | Ouro         | 100,000 |
| ^distribuições baseadas apenas na certificação |              |         |

## Histórico de lançamentos
| País          | Data                   | Edição                              | Formato             | Gravadora       |
| ------------- | ---------------------- | ----------------------------------- | ------------------- | --------------- |
| Irlanda       | 18 de março de 2011    | Edição internacional                | CD download digital | Universal Music |
| França        | 21 de março de 2011    | Edição internacional                | CD download digital | Universal Music |
| Reino Unido   | 21 de março de 2011    | Edição internacional                | CD download digital | Polydor Records |
| Bélgica       | 21 de março de 2011    | Edição internacional                | CD download digital | Universal Music |
| Suíça         | 25 de março de 2011    | Edição internacional                | CD download digital | Universal Music |
| Países Baixos | 20 de maio de 2011     | Edição internacional                | CD download digital | Universal Music |
| Polônia       | 20 de maio de 2011     | Edição internacional                | CD download digital | Universal Music |
| Alemanha      | 26 de agosto de 2011   | Edição internacional                | CD download digital | Universal Music |
| Austrália     | 2 de setembro de 2011  | Edição internacional                | CD download digital | Universal Music |
| Irlanda       | 11 de novembro de 2011 | Edição internacional (relançamento) | CD download digital | Polydor Records |
| Reino Unido   | 14 de novembro de 2011 | Edição internacional (relançamento) | CD download digital | Polydor Records |